# نیتیزهد
نیتیزهد (به انگلیسی: Neatishead) یک روستا و محله مدنی در بریتانیا است که در North Norfolk واقع شده‌است. نیتیزهد ۷٫۷۱ کیلومتر مربع مساحت و ۵۶۵ نفر جمعیت دارد.